# Ole Holm
Ole Martin Holm (* 28. Dezember 1870 in Stange; † 29. Januar 1956 in Rena) war ein norwegischer Sportschütze.

## Erfolge
Ole Holm nahm an den Olympischen Zwischenspielen 1906 in Athen in vier Disziplinen teil. Im Dreistellungskampf mit dem Freien Gewehr gewann er im Mannschaftswettbewerb gemeinsam mit Albert Helgerud, John Møller, Gudbrand Skatteboe und Julius Braathe die Silbermedaille. Den Einzelwettkampf beendete er ebenso auf dem neunten Rang wie den Wettbewerb mit dem Militärgewehr über 300 m. Mit dem Militärgewehr in der Modellversion von 1874 kam er nicht über den 16. Platz hinaus.